# Lluís de Requesens i de Relat
Lluís de Requesens i de Relat (?, segle xiv — ?, segle XV). Senyor de la baronia d'Altafulla i de la Nou. Fou governador general de Catalunya (1415-26). Participà en la comissió dels vint-i-quatre parlamentaris que van escollir els compromissaris de Casp, fet que probablement li garantí el favor del monarca.
El 1396 participà en l'expedició de Sicília del rei Martí I i el 1408 en la de Sardenya sota les ordres de Martí el jove.
El 1411 fou designat membre de la vint-i-quatrena que havia d'elegir els compromissaris a Casp durant l'Interregne, però en no acceptar fou substituït per Macià Despuig.
Fou un aferrissat antiurgellista, i a això es degué el seu enriquiment i el nomenament de governador general de Catalunya (1415-26), càrrec que estigué vinculat a la família durant prop d'un segle. Fou també batlle general de Catalunya i es casà amb Constança de Santa Coloma, que li aportà la castlania de Santa Coloma de Queralt.